# Sgraffito

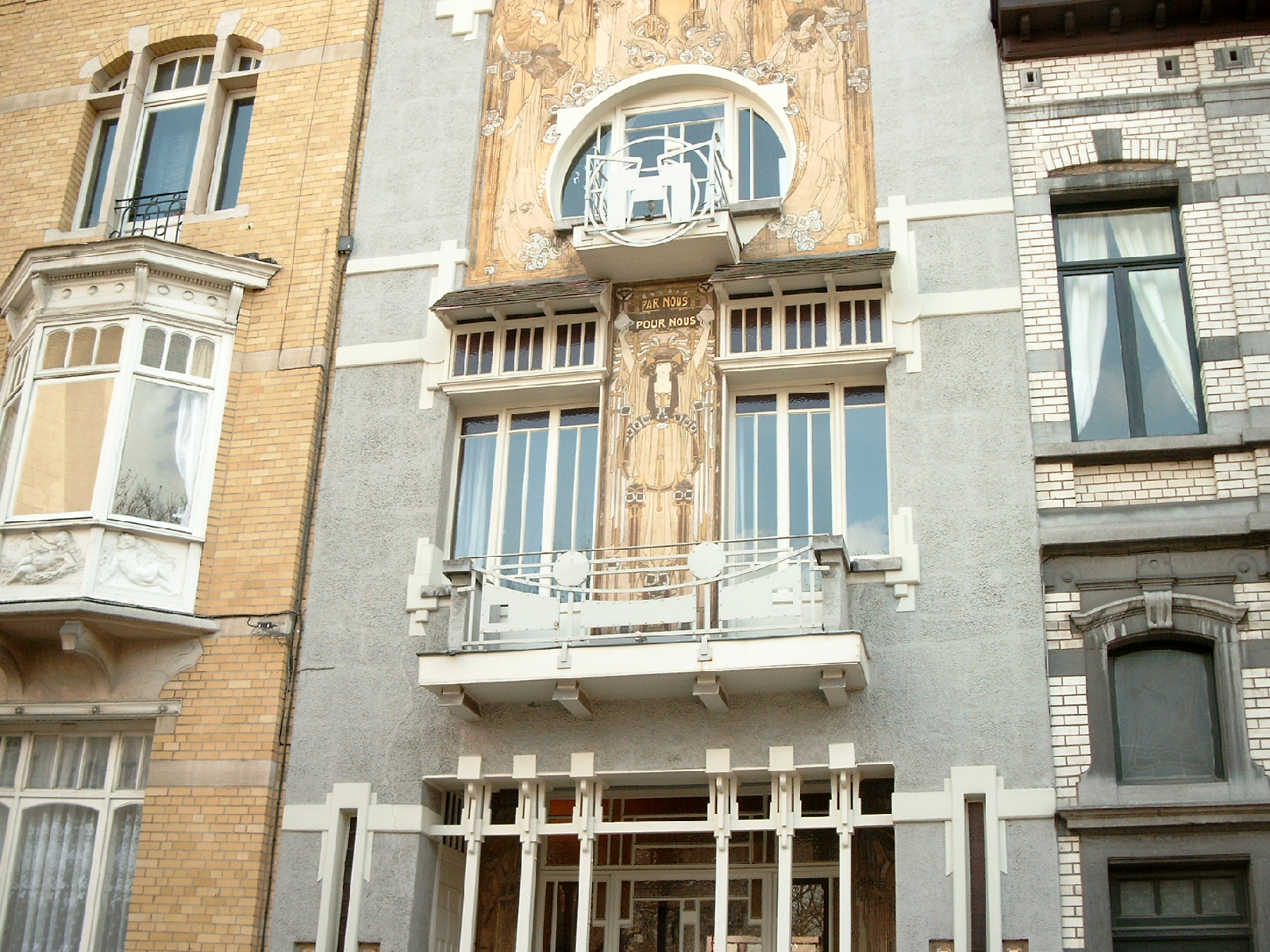
Voorgevel Cauchiehuis, Brussel (1905)

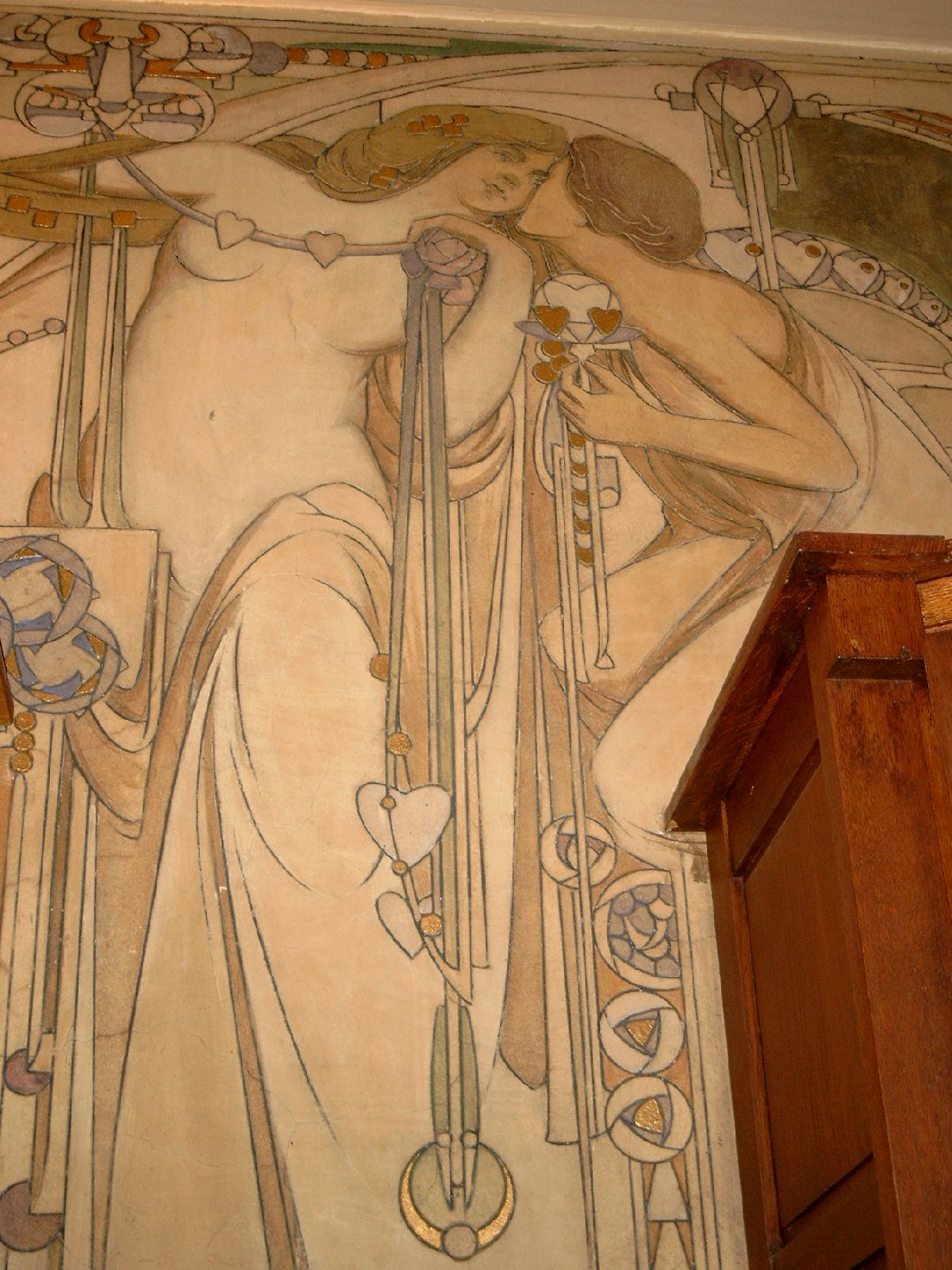
Interieur Cauchiehuis

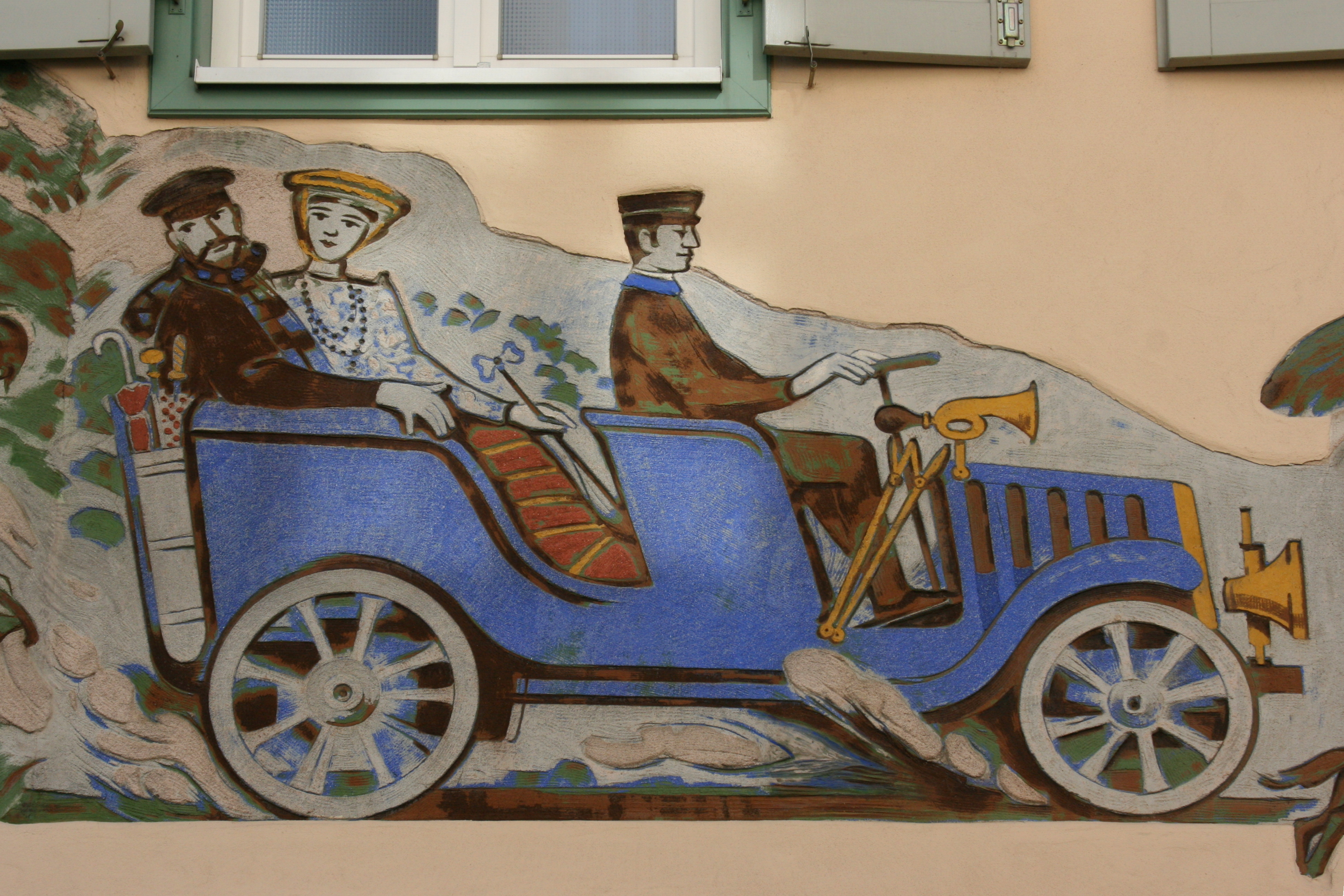
Sgraffito in Heiligenberg

Bij het vervaardigen van sgraffiti (enkelvoud: sgraffito) wordt in verse mortel een lijntekening gekrast en ingekleurd volgens de fresco-techniek. De vlakke lijntekening overheerst samen met een gelijkmatig kleurgebruik. De term sgraffito komt van het Italiaanse 'sgraffiare', oftewel krassen of krabben.
In de tijd van de jugendstil werden hoofdzakelijk portretten, gracieuze vrouwen, gestileerd fruit of bloemen als motief gebruikt. Ook later nog was dit een gangbare techniek voor wanddecoratie, vooral aan buitenmuren.
In Nederland beleefde de techniek een sterke opleving tijdens de wederopbouwperiode, met name in de vijftiger jaren, op binnenmuren van openbare gebouwen. In de handel verschenen kant-en-klare sgraffitomortels, die desgewenst op kleur konden worden gebracht. Er werd gewerkt met 3 tot 5 lagen mortel in verschillende kleuren, waarvan delen weer werden weggestoken. Dit proces vereiste de nodige snelheid.

## Voorbeelden in België

### Paul Cauchie
Tussen 1894 en 1914 werden in België op meer dan vierhonderd gevels sgraffiti van de hand van Paul Cauchie (1875-1952) aangebracht. In de art-nouveauperiode kende Cauchie heel wat succes. Van deze graficus, architect en kunstschilder is zijn zelfontworpen woning aan de Frankenstraat 5 te Etterbeek - het Cauchiehuis - volledig gerestaureerd, compleet intact en te bezichtigen. De gevel is een reusachtig sgraffiti van een olympisch tafereel. Het is als het ware een reclamebord van het bedrijf Cauchie.

### Henri Privat-Livemont
Ook Henri Privat-Livemont is bekend om zijn sgraffti. Hij werkte veel voor architecten als Henri Jacobs, Franz Hemelsoet en Joseph Diongre. Vooral in Schaarbeek, dat tussen 1900 en 1914 fors groeide, zijn heel wat van zijn werken te zien.

### Gabriel Van Dievoet
Gabriel Van Dievoet (1875-1934) is bekend om zijn sgraffiti, vooral in het Brusselse maar ook in Wallonië, zoals het Maison Dorée te Charleroi.

### Gustave Strauven
Het Huis Saint-Cyr aan het Ambiorixplein 11 in de wijk van de Squares te Brussel is bekend, onder meer van het sgraffitiwerk van Gustave Strauven aan het interieur. De woning is een monument.

## Vakkundige restauratie sgraffiti van Cauchie
De restauratie van de sgraffiti op de gevel van het Cauchiehuis in Etterbeek was de allereerste vakkundige restauratie van sgraffito-schilderingen in België. Die werken vonden plaats in 1981-1988 met technische ondersteuning van het Koninklijk Instituut voor het Kunstpatrimonium (KIK/IRPA). De tweede vakkundige restauratie vond plaats in Antwerpen. Het betreft 5 sgraffito-schilderingen van Cauchie op de gevel van de woning Juliaan Dillensstraat 64, 2018 Antwerpen.  Die restauratie gebeurde in 1993, eveneens met technische ondersteuning van het KIK/IRPA. Als pilootproject in Vlaanderen kreeg het morele en financiële steun van de Koning Boudewijnstichting.

## Afbeeldingen

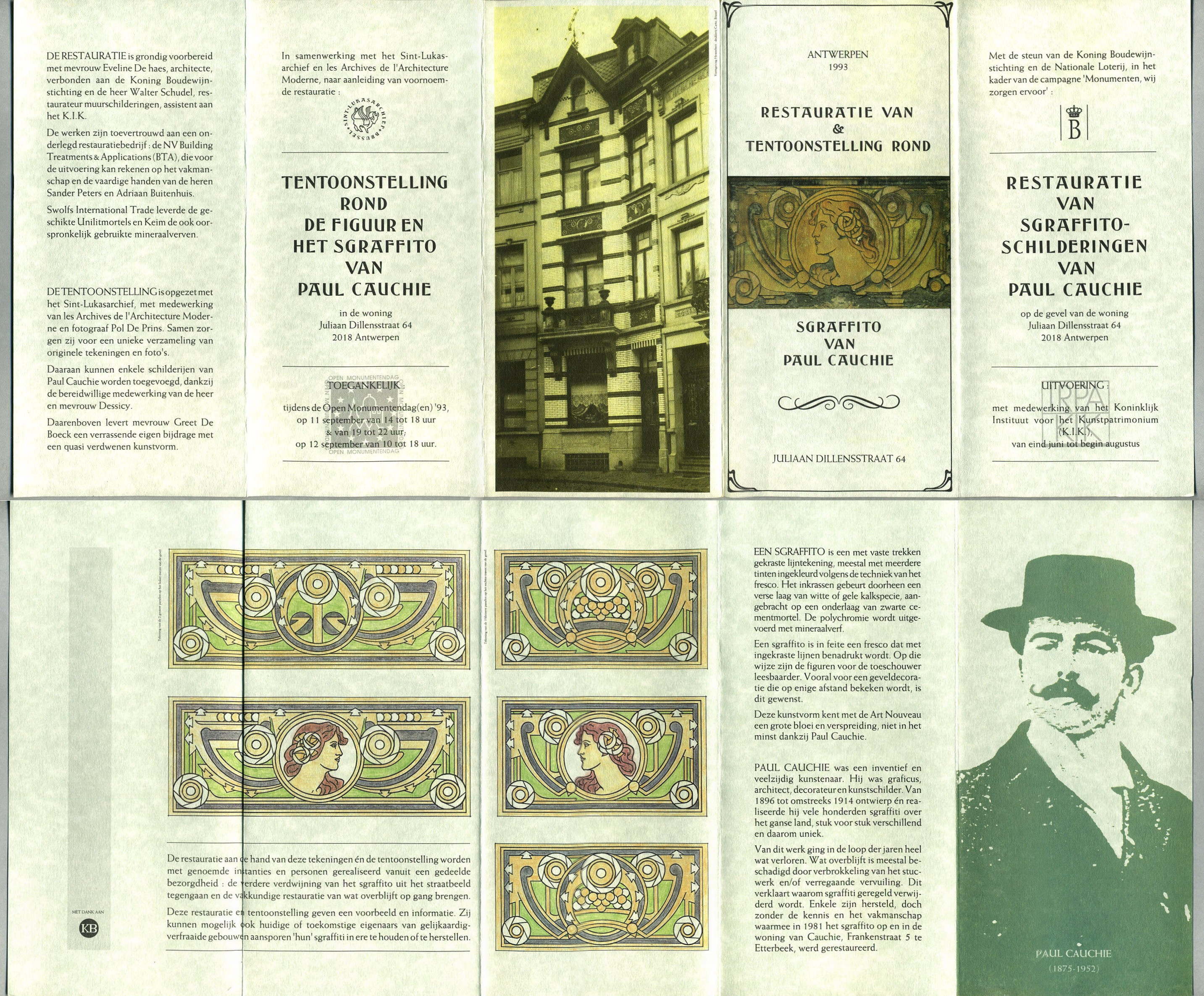
Sgraffito in Antwerpen
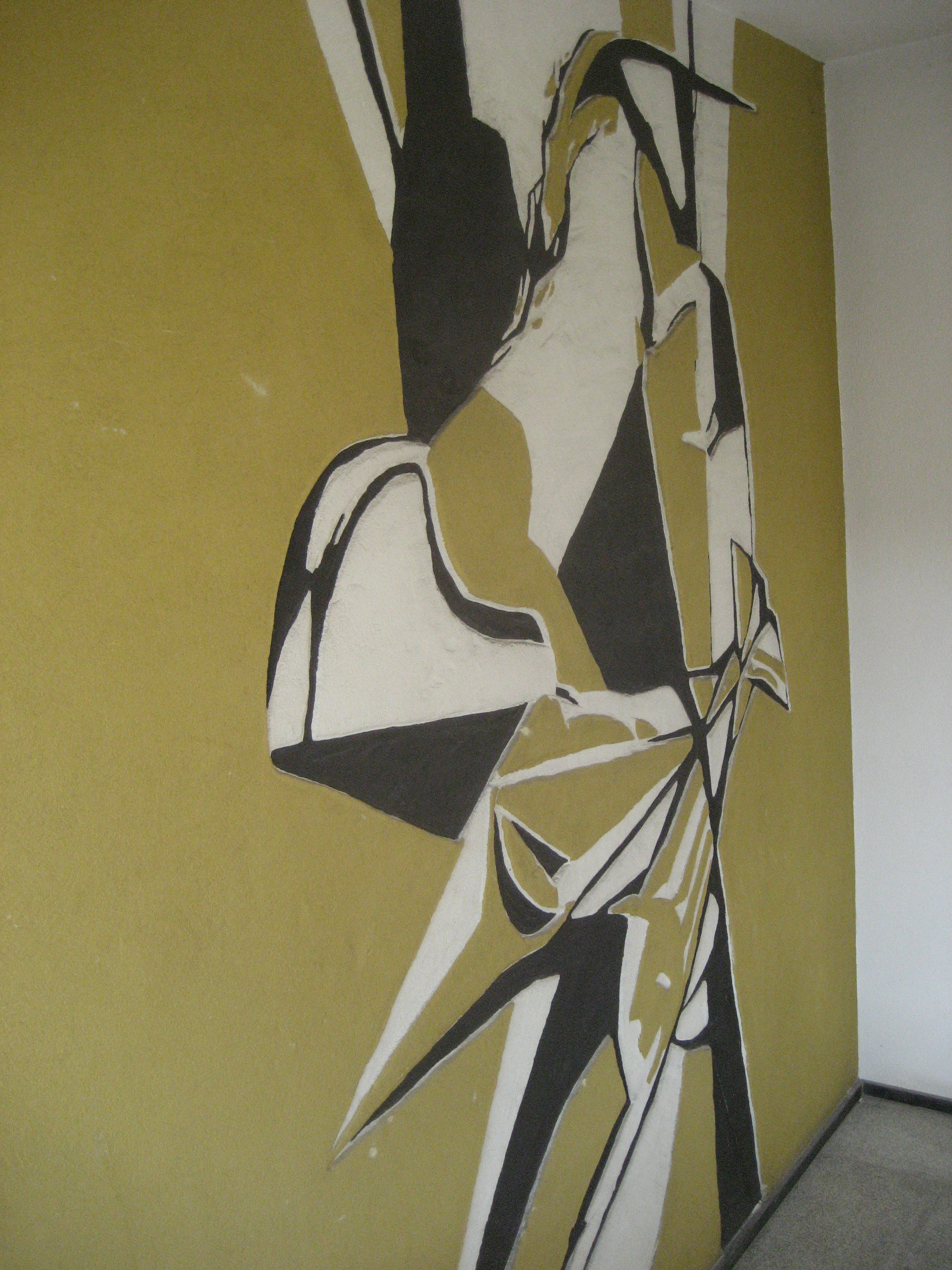
Sgraffito door Lex Horn in Leiden
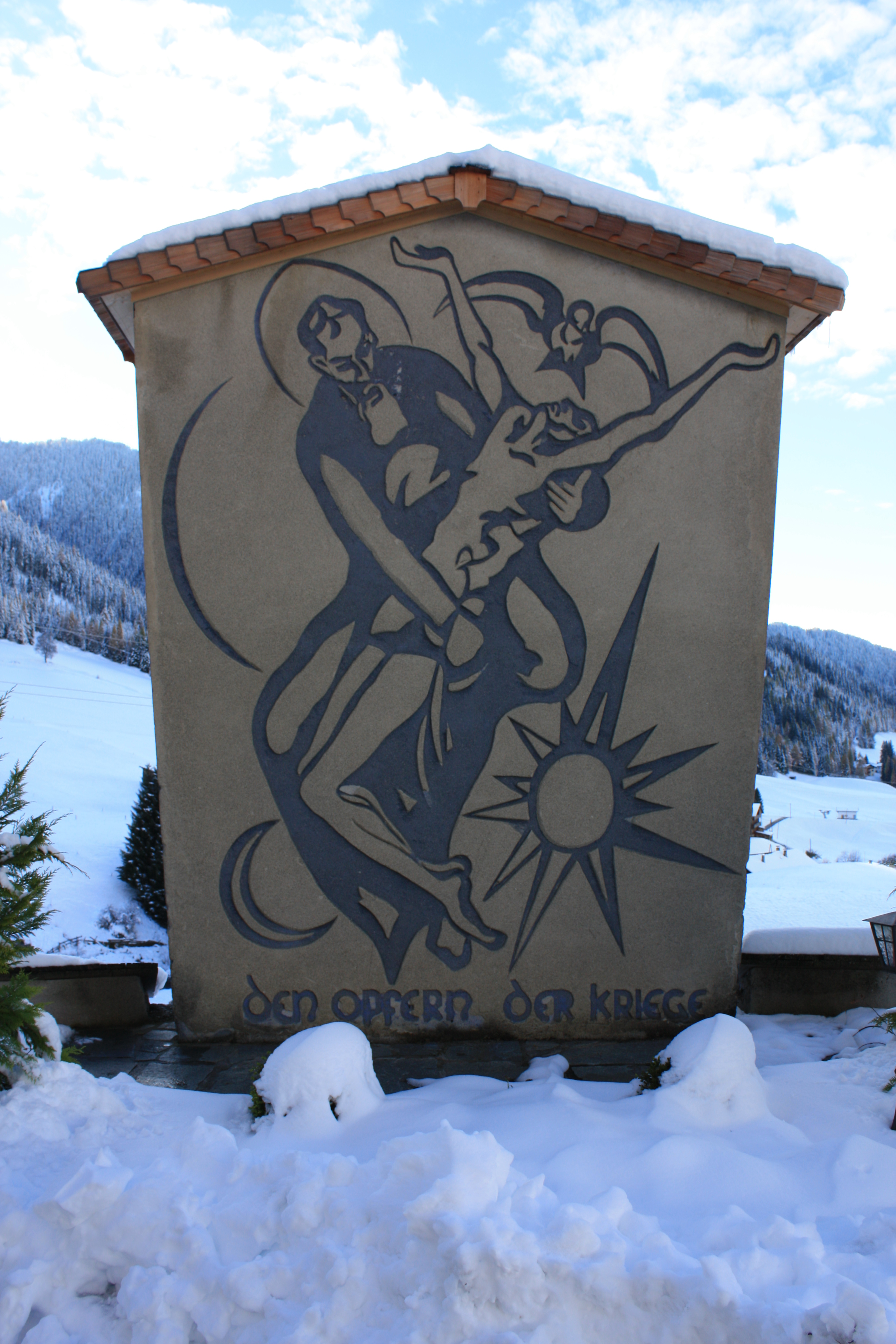
Oorlogsmonument in Kartitsch
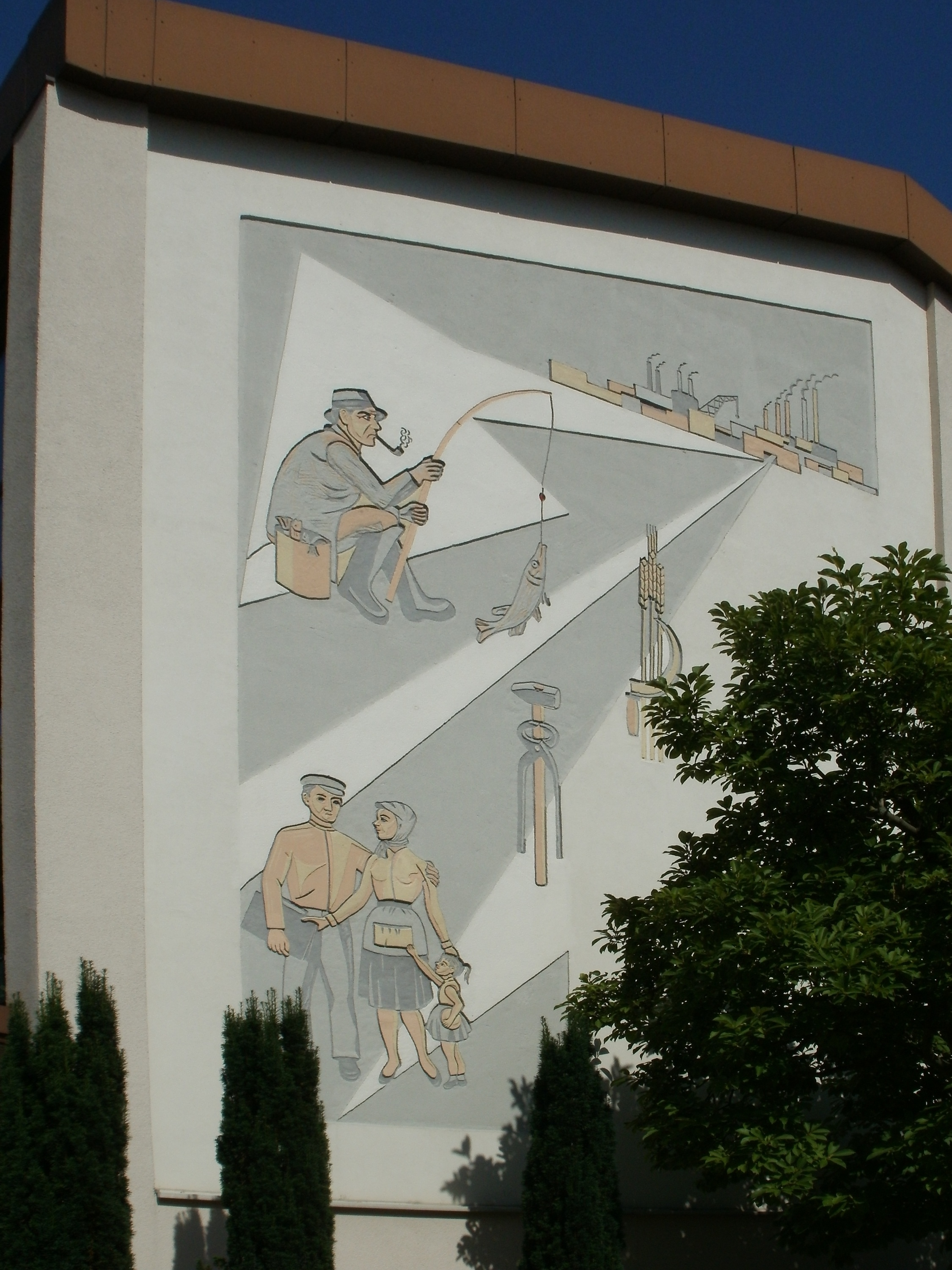
Wanddecoratie in Ketsch
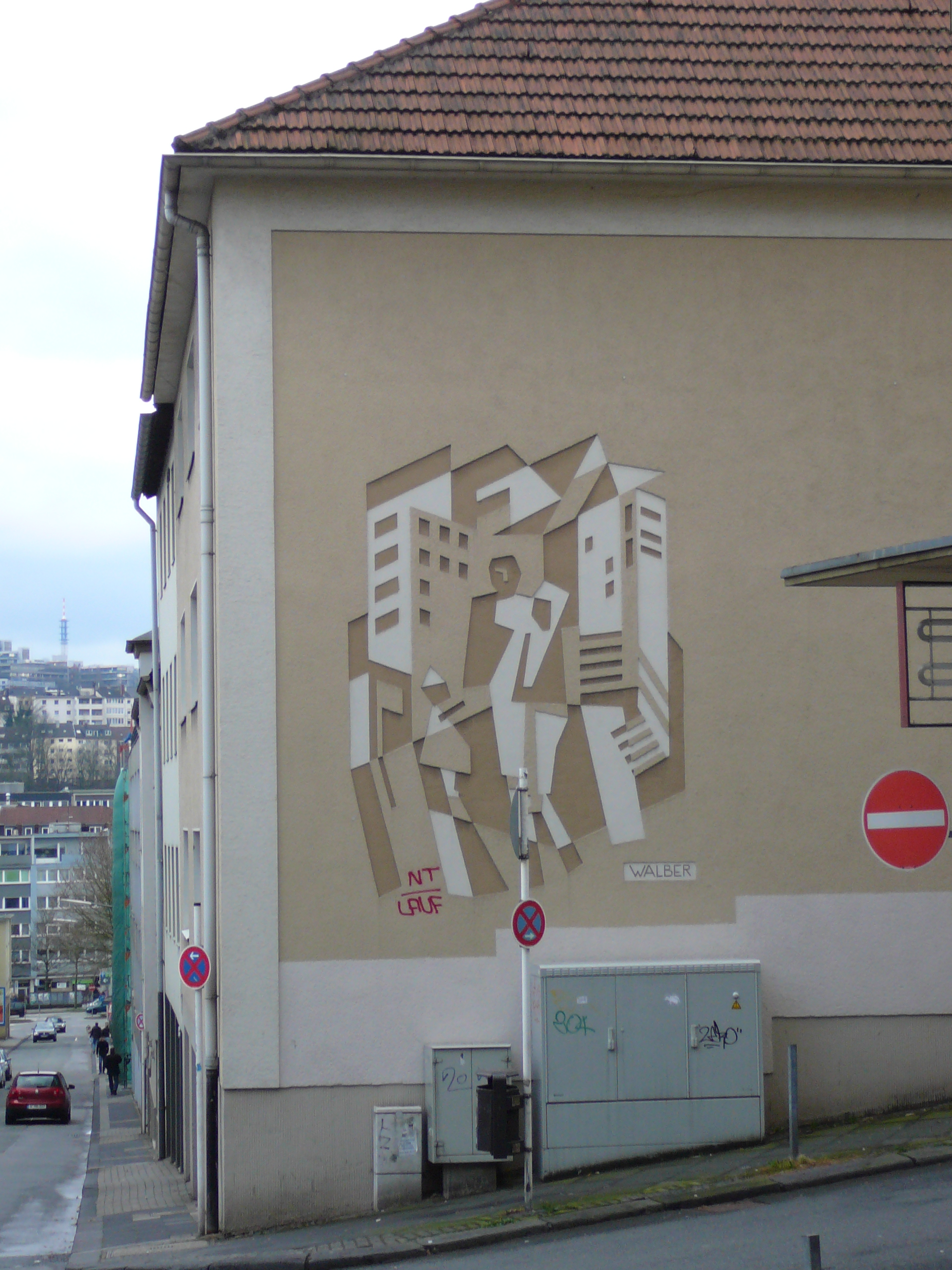
Sgraffito in Wuppertal
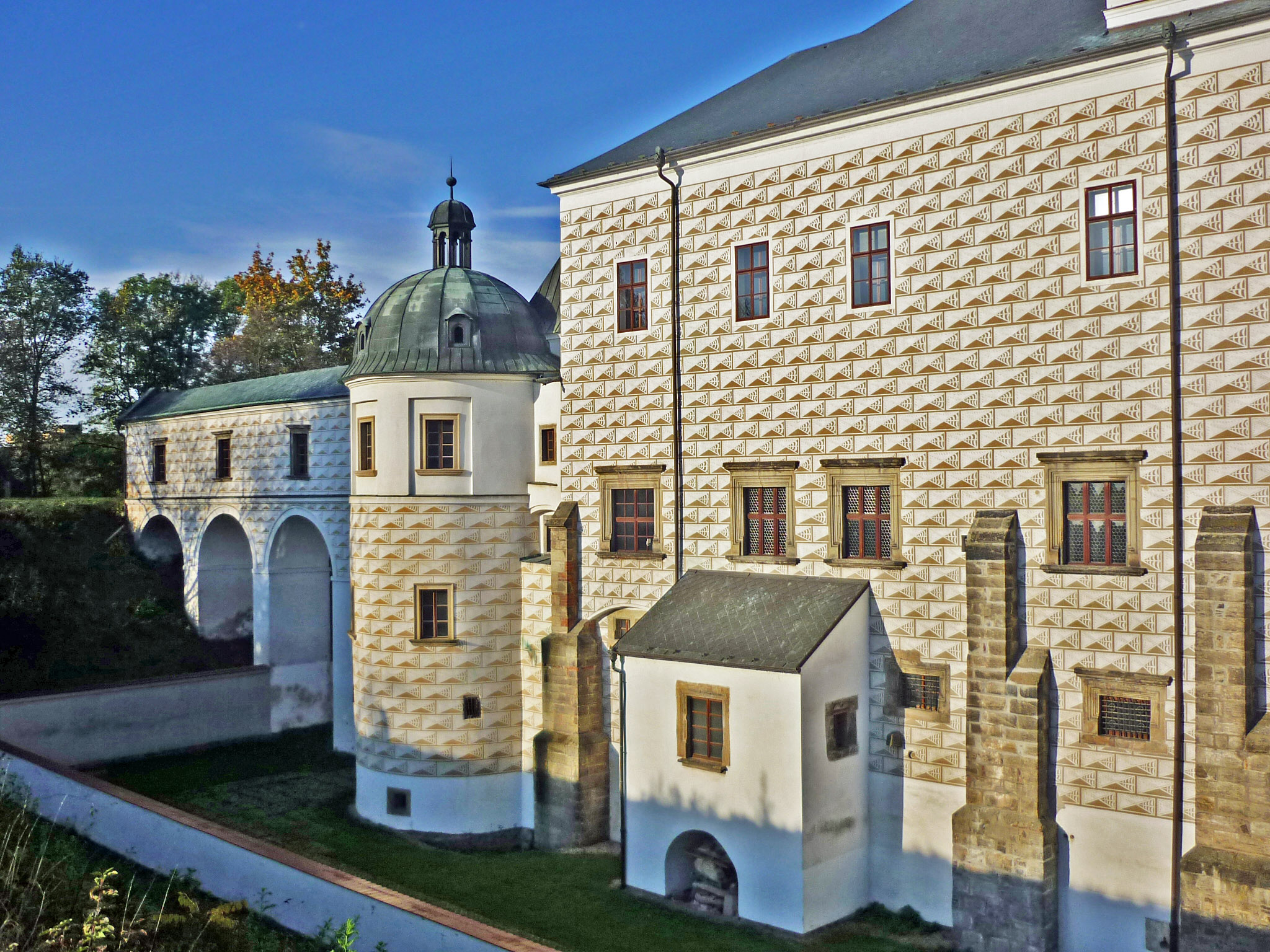
Decoratief pleisterwerk aan het kasteel van Pardubice